# Jerzy Wróblewski (prawnik)
Jerzy Wróblewski (ur. 5 września 1926 w Wilnie, zm. 31 maja 1990) – polski teoretyk prawa, profesor nauk prawnych, nauczyciel akademicki, w latach 1981–1984 rektor Uniwersytetu Łódzkiego.

## Życiorys
Był synem prawnika Bronisława i artystki grafika Krystyny z Hirschbergów, a także starszym bratem malarza Andrzeja Wróblewskiego. Wychował się w Wiżulanach, które opuścił wraz z rodziną na początku 1945. Studia prawnicze na Uniwersytecie Jagiellońskim ukończył w 1947; na tej samej uczelni odbył także studia uzupełniające z filozofii ścisłej. Po ukończeniu studiów został asystentem w Katedrze Teorii Państwa i Prawa UJ. W 1949 obronił doktorat na podstawie pracy pt. Ocena i norma etyczna. Dwa lata później przeniósł się na Uniwersytet Łódzki, gdzie został kierownikiem Katedry i Zakładu Teorii Państwa i Prawa. Stanowisko to piastował do końca życia. Na UŁ sprawował szereg funkcji: był prodziekanem Wydziału Prawa w latach 1953–1955 i 1958–1962, dziekanem tego Wydziału w latach 1955–1956 i 1962–1964, prorektorem UŁ w latach 1965–1968 i rektorem w latach 1981–1984.
Był także sędzią Trybunału Stanu, członkiem korespondentem Polskiej Akademii Nauk (od 1983), członkiem Komitetu Nauk Prawnych Polskiej Akademii Nauk, sekretarzem generalnym Łódzkiego Towarzystwa Naukowego. Otrzymał tytuły doktora honoris causa Uniwersytetu w Turku i Kraju Basków w Bilbao. Był członkiem Fińskiej Akademii Nauk. Otrzymał Order Palm Akademickich Republiki Francuskiej.

## Wybrane publikacje
- Krytyka normatywistycznej teorii prawa i państwa Hansa Kelsena (1955)
- Zagadnienia teorii wykładni prawa ludowego (1959)
- Sądowe stosowanie prawa (1972, 1988)
- Wartości a decyzja sądowa (1973)
- Wstęp do prawoznawstwa (1977)
- Teoria racjonalnego tworzenia prawa (1985)
- Zasady tworzenia prawa (1989)
- Rozumienie prawa i jego wykładnia (1990)
- Pisma wybrane (pośmiertnie, oprac. Marek Zirk-Sadowski, Wolters Kluwer Polska SA, Warszawa 2016 ISBN 978-83-264-8345-5)